# موزه هنر دیدریکسن
۶۰°۱۱′۷″ شمالی ۲۴°۵۱′۲۳″ شرقی / ۶۰٫۱۸۵۲۸°شمالی ۲۴٫۸۵۶۳۹°شرقی
موزه هنر دیدریکسن (فنلاندی: Didrichsenin taidemuseo، سوئدی: Didrichsens konstmuseum) یک موزه هنری در هلسینکی مرکز فنلاند است.

## پیشینه
این موزه هنر توسط ماری لوئیز و گونار دیدریکسن تأسیس شد. طراحی و ساخت بنا در سال ۱۹۵۸ و بازسازی دوباره آن در ۱۹۶۵ توسط معمار فنلاندی ویلیو روول انجام گرفت. دو سال بعد چندین مجسمه توسط هنری مور مجسمه‌ساز و تندیسگر بریتانیایی به محوطه بنا افزوده شد. آن‌ها پیش از این سابقه همکاری با یکدیگر را داشتند که مهمترین آن احتمالاً طراحی تالار شهر تورنتو است.
سبک معماری این بنا مدرنیسم است. ساختمان‌ها در حاشیه محوطه قرار دارند و درختان بنا را احاطه کرده‌اند.

## مکان
این موزه در جزیره کوسی‌ساری (محله‌ای در غرب هلسینکی) واقع شده‌است. ماری لوئیز و گونار دیدریکسن در محوطه موزه دفن شده‌اند. موزه هنر دیدریکسن از جاذبه‌های گردشگری هلسینکی است.

## نگارخانه

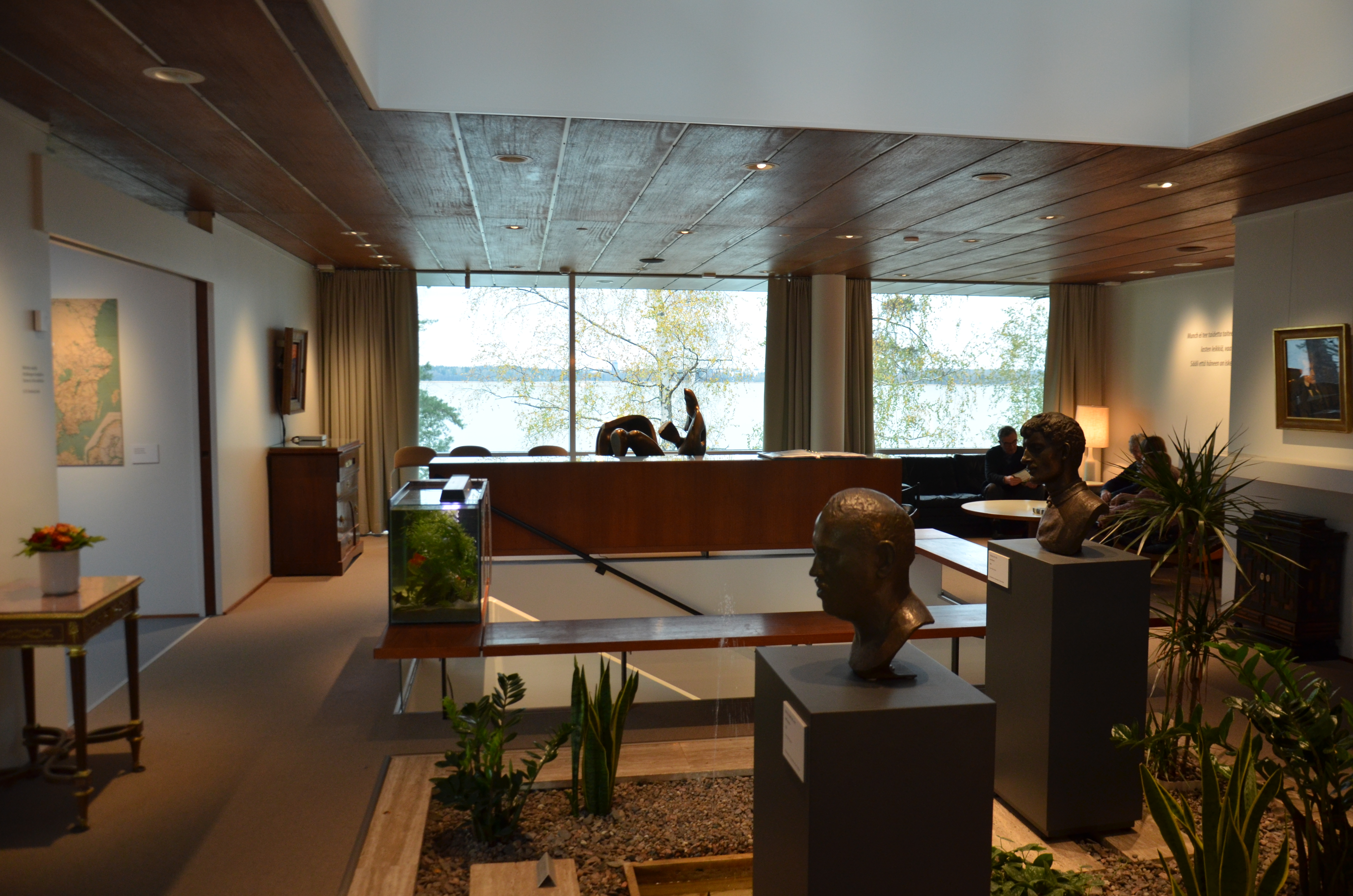
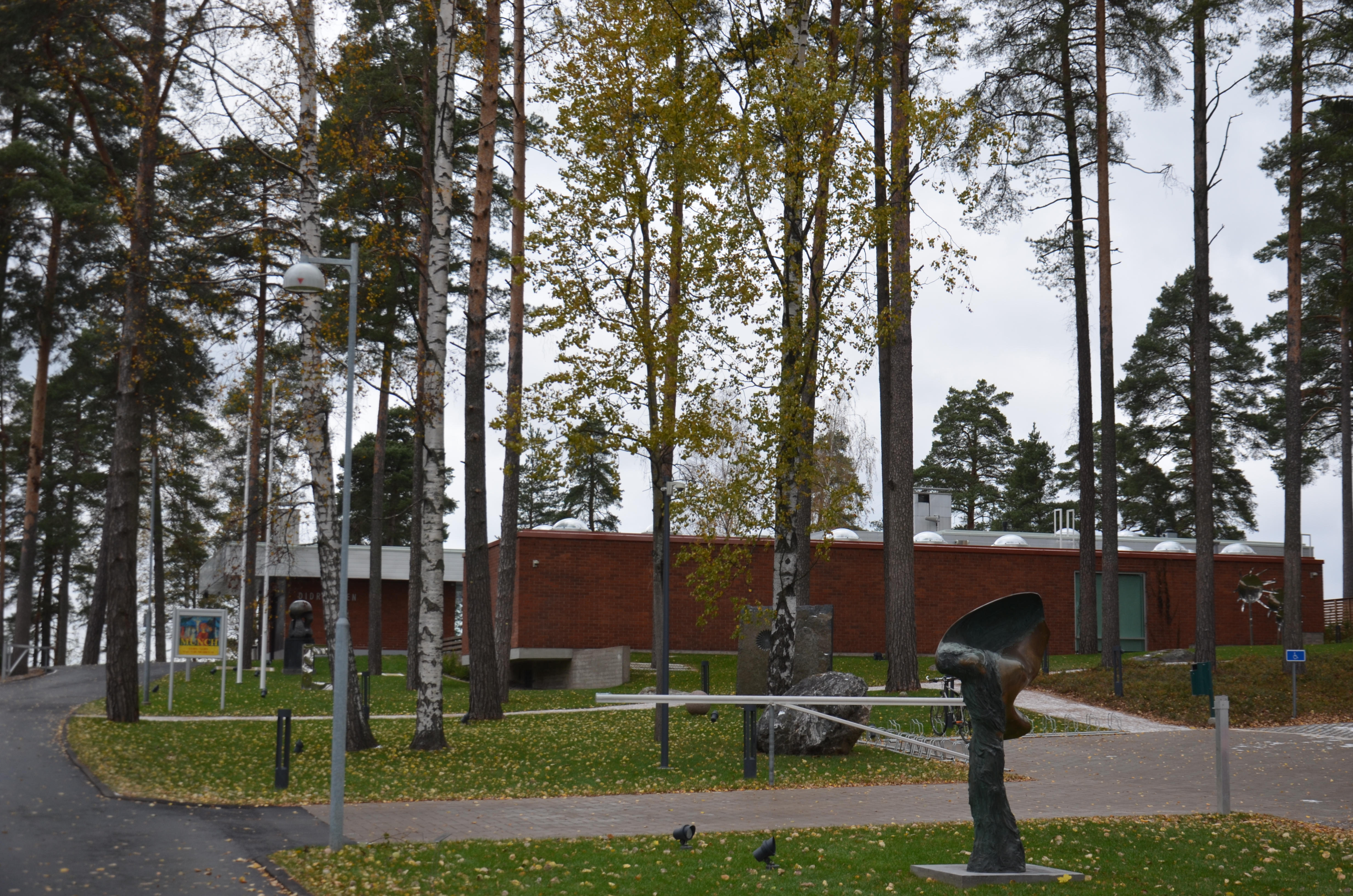
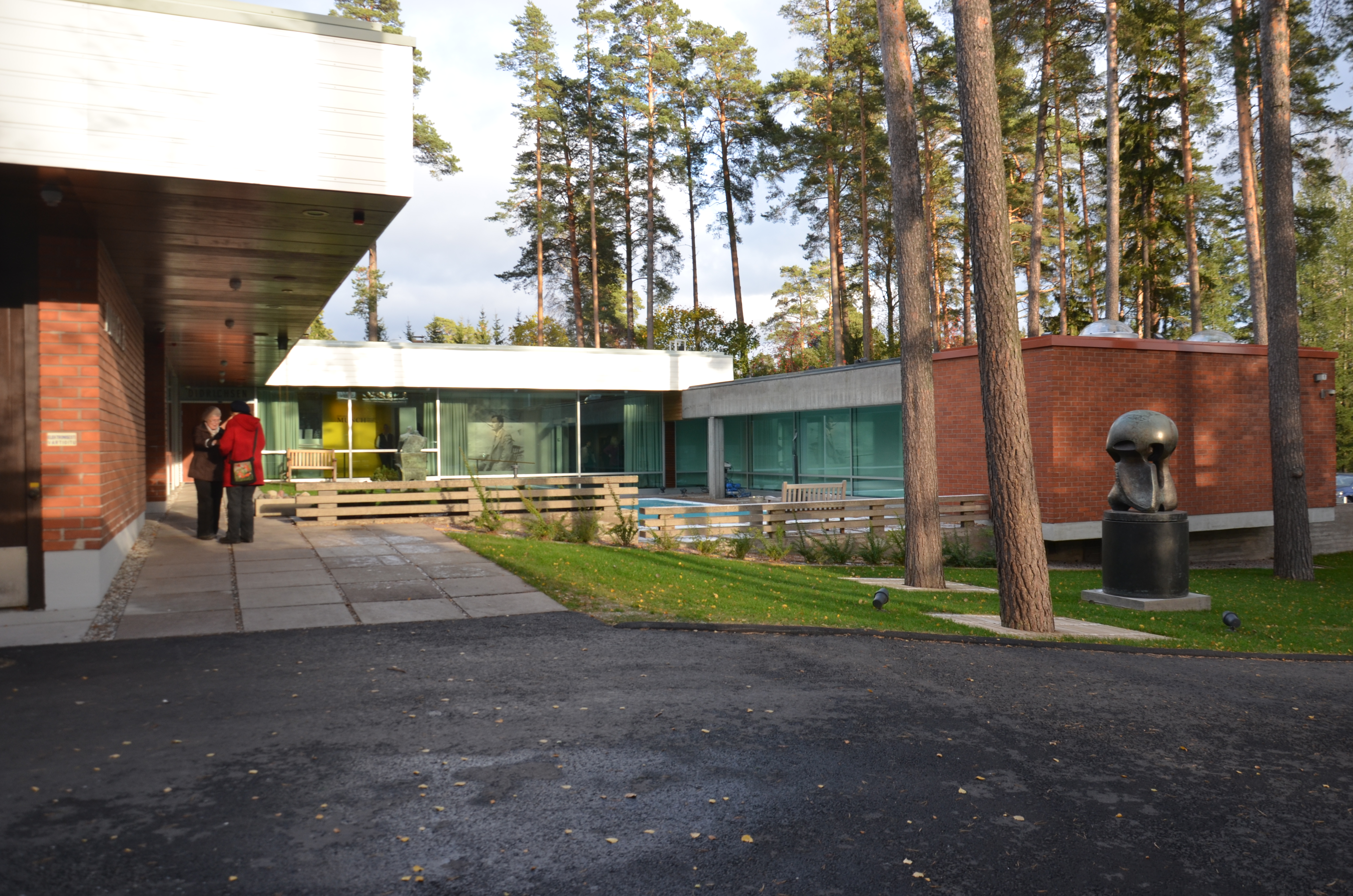
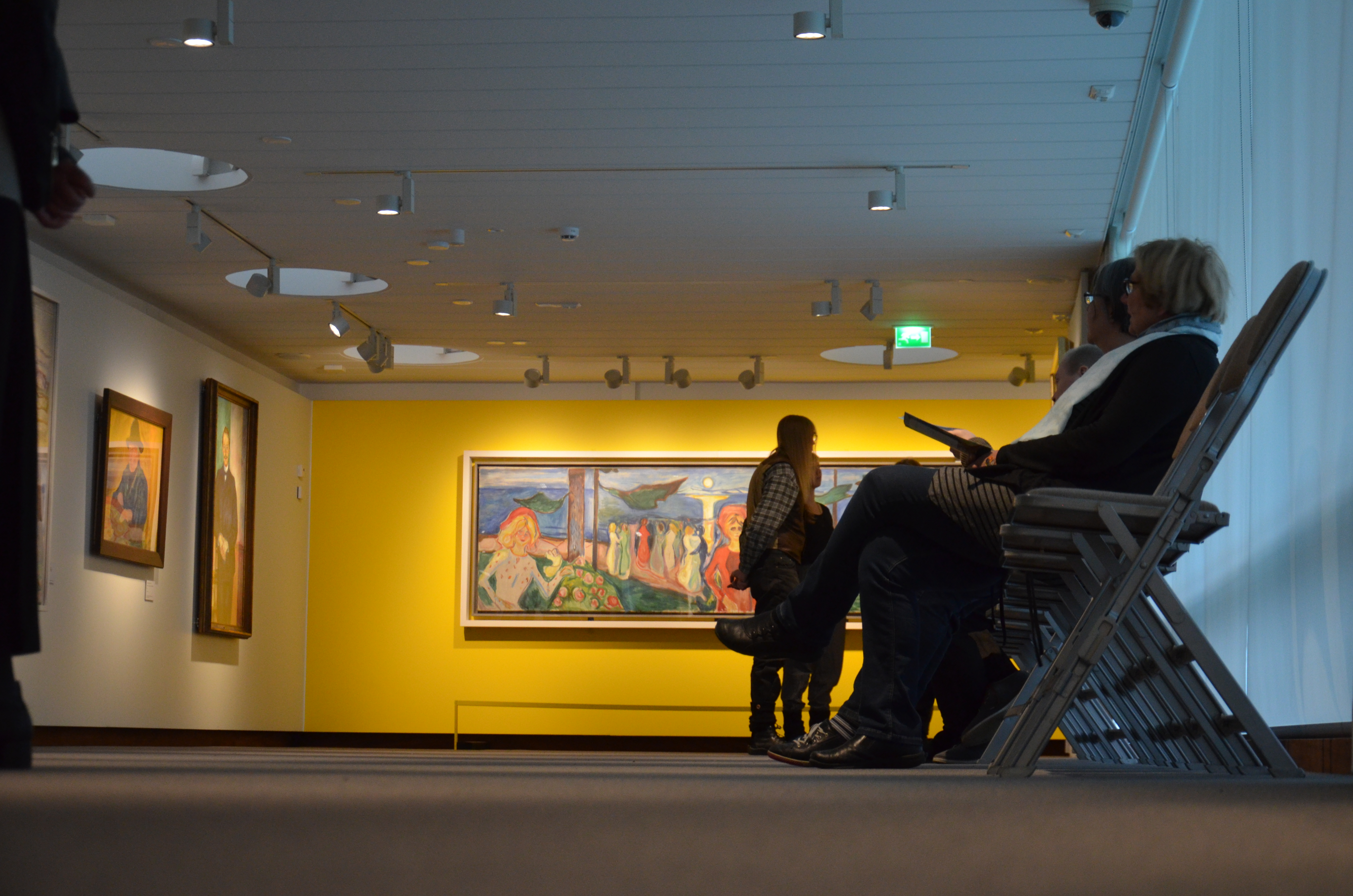
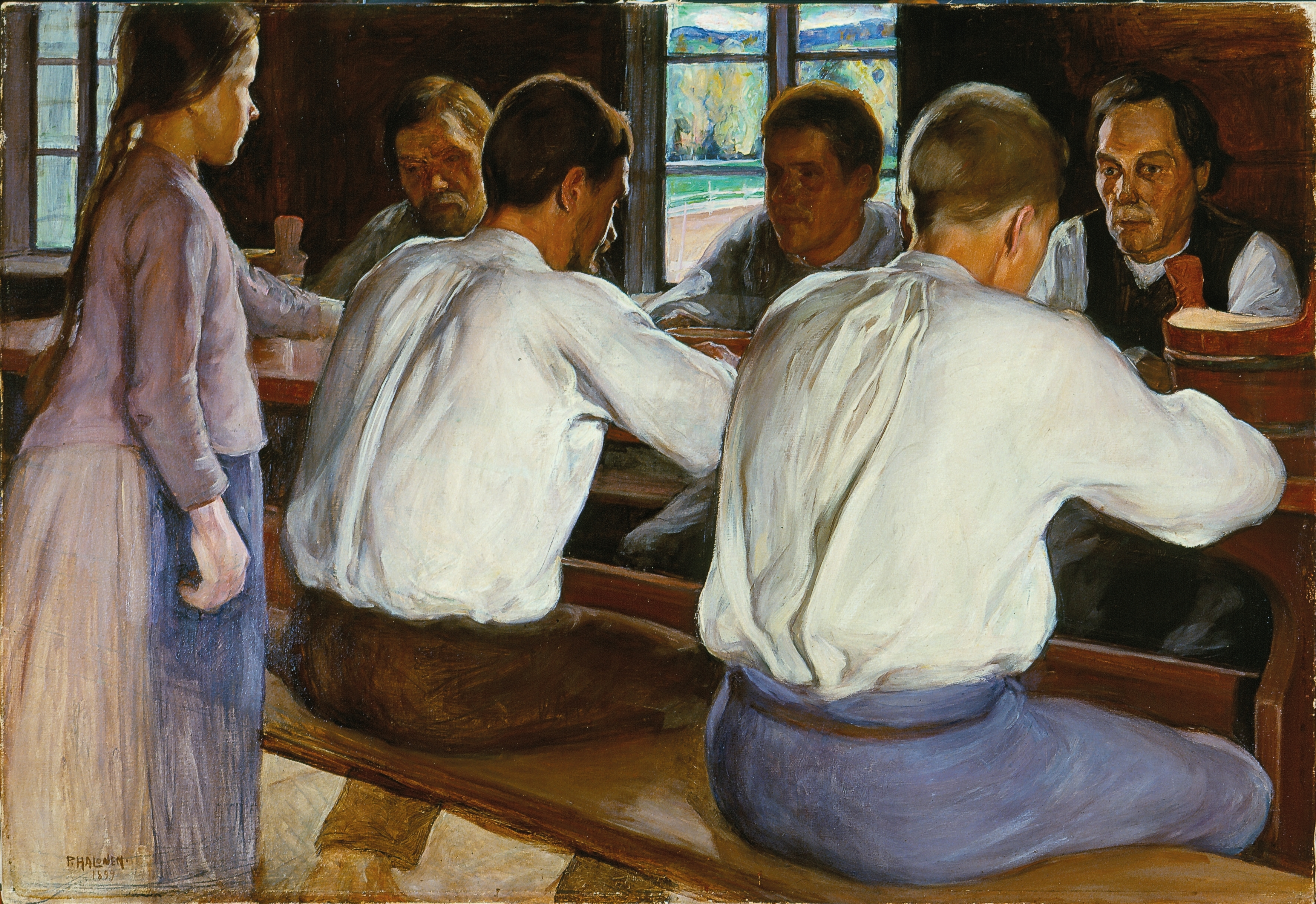
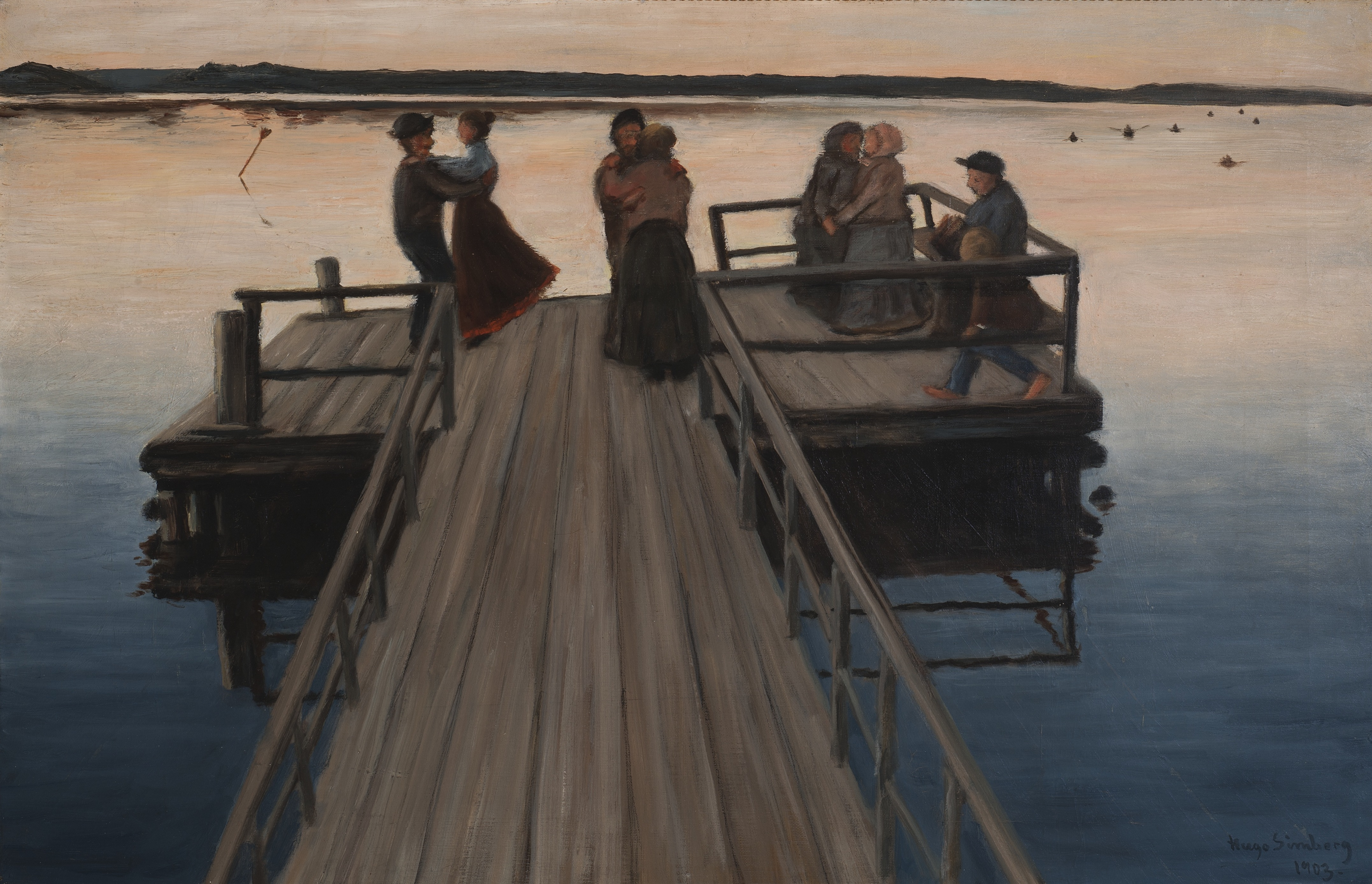